# IC 5022
IC 5022 је спирална галаксија у сазвјежђу Октант која се налази на листи објеката дубоког неба у Индекс каталогу.
Деклинација објекта је - 76° 26' 59" а ректасцензија 20h 41m 6,3s. Привидна величина (магнитуда) објекта IC 5022 износи 14,7 а фотографска магнитуда 15,5. IC 5022 је још познат и под ознакама ESO 47-5, PGC 65186.